# Yifeng
Der Kreis Yifeng (宜丰县,  Yífēng Xiàn) ist ein Kreis, der zum Verwaltungsgebiet der bezirksfreien Stadt Yichun im Nordwesten der chinesischen Provinz Jiangxi gehört. Er hat eine Fläche von 1.934,11 Quadratkilometern und zählt 274.046 Einwohner (Stand: Zensus 2010). Sein Hauptort ist die Großgemeinde Xinchang (新昌镇).

## Administrative Gliederung
Auf Gemeindeebene setzt sich der Kreis aus sieben Großgemeinden und fünf Gemeinden zusammen. 